# Stati del Sacro Romano Impero (E)
Questo è un elenco degli stati del Sacro Romano Impero, inizianti per la lettera E:
| Nome | Tipologia                                                                  | Provincia                | Seggio | Formazione                                                             | Note |
| --- | -------------------------------------------------------------------------- | ------------------------ | ------ | ---------------------------------------------------------------------- | --- |
| Eberstein | 1196: Contea                                                               | Provincia Sveva          | SC     | 1574: Divisione da Neu-Eberstein                                       | 1085: prima menzione di Eberstein in un documento storico 1196: primo uso del titolo di "Conte di Eberstein" 1387: Una parte di Eberstein va ai Margravi di Baden 1660: linea dei conti estinta; divisione tra Baden, Spira e Württemberg |
| Echternach | Abbazia                                                                    |                          |        |                                                                        | 698: Echternach venne costituita 859-871: In possesso dei canonici secolari di Trier 1236: Garantito lo status di città 1797: Abbazia soppressa. |
| Edelstetten Principe del Sacro Romano Impero Esterházy di Galántha, Principe-Conte di Edelstetten, Conte di Forchtenstein                     | Signoria 1804: Principe-Conte                                              |                          |        |                                                                        | 1804: ai Principi Esterházy di Galántha |
| Eggenberg Principe del Sacro Romano Impero di Eggenberg, Duca di Krummau, Principe-Conte di Gradisca, Conte di Adelsberg, Signore di Aquileja | Principato                                                                 | Provincia Austriaca      | PR     | 1647: Acquisizione di Gradisca 1653: Consiglio dei Principi            | 1717: Estinzione |
| Eglingen | Signoria                                                                   | Provincia Sveva          |        | ai Conti di Gravenegg 1723: ai Thurn und Taxis                         | |
| Eglofs Egloff | Signoria Contea                                                            | Provincia Sveva          |        |                                                                        | agli Abensberg-Traun ai Windisch-Gratz |
| Ehrenburg | Signoria                                                                   |                          |        |                                                                        | |
| Ehrenfels | Signoria                                                                   |                          |        |                                                                        | 1500: alla Provincia Bavarese |
| Eichstätt Eichstatt Eichstadt | Vescovato                                                                  | Franconia                | EC     | 741 908-1802: Principato Arcivescovile Imperiale                       | Provincia della Franconia 1500: Provincia della Franconia 1793: Consiglio dei Principi 1802: Annesso a Salisburgo 1805: Annesso alla Baviera |
| Eilenburg | Contea                                                                     |                          |        | 976                                                                    | 1017: Annessa a Meißen |
| Einsiedeln | Abbazia 965: Principato Abbaziale 1274: Principato del Sacro Romano Impero |                          |        |                                                                        | 1798: Annesso alla Confederazione Elvetica |
| Elchingen | 1128: Abbazia                                                              | Provincia Sveva          |        |                                                                        | 1128: Abbazia fondata dai Conti di Dillingen 1793: Consiglio dei Principi 1802: Disciolto e secolarizzato 1803: Annesso alla Baviera |
| Elbing (Elbląg) | Libera Città Imperiale                                                     |                          |        |                                                                        | 1454: alla Polonia |
| Ellwangen | Abbazia imperiale                                                          | Provincia Sveva          | EC     | 1011                                                                   | 1793: Consiglio dei Principi 1803: Secolarizzato ed annesso al Württemberg 1460: Prevostato 1215: Principato Prevostale Imperiale 1460: "Collegio dei Canonici Secolari" |
| Elten | Abbazia                                                                    |                          |        |                                                                        | |
| Eltz | Signoria                                                                   |                          |        |                                                                        | |
| Engadin e Winterthur | Signoria                                                                   |                          |        | 950: Divisa da Cläven                                                  | 1095: Estinta |
| Engelberg | 1124: Priorato 1128: Abbazia                                               |                          |        | 1124                                                                   | 1425: Membro associato della Confederazione Svizzera 1798: Annesso alla Svizzera a Nidwalden 1815: a Obwalden |
| Enzberg | Signoria                                                                   |                          |        |                                                                        | |
| Eppstein | 1505: Contea del Sacro Romano Impero                                       |                          |        | 1172                                                                   | c1100: viene costruito un castello imperiale a Eppstein 1114: prima volta che Eppstein viene menzionata in un documento storico 1200s: ereditata per 1/2 dalla Contea di Wied e dalla Signoria di Kleeberg 1300s: Acquista 1/2 Signoria di Breuberg e Trimberg 1400s: Acquista 1/2 Signoria di Falkenstein e 1/2 Contea di Diez 1425: Viene venduta per 38.000 gulden a Magonza 1433: Divisa in Eppstein-Königstein (estinta nel 1535) e Eppstein-Münzenberg (estinta nel 1522) |
| Eppstein-Königstein | Contea                                                                     |                          |        | 1391: divisa da Eppstein                                               | 1535: Annessa a Stolberg |
| Eppstein-Münzenberg | Contea                                                                     |                          |        | 1391: divisa da Eppstein                                               | 1522: Annessa a Eppstein-Königstein |
| Erbach Conte del Sacro Romano Impero di Erbach, Signore di Breuberg e Wildenstein                                                             | Signoria 1532: Contea del Sacro Romano Impero                              | Provincia di Franconia   |        | 1213                                                                   | 1532: Stato Imperiale 1717: Divisione in Erbach-Furstenau, Erbach-Erbach e Erbach-Schonberg 1500: Provincia di Franconia 1806: divisione |
| Erbach-Breuburg | 1532: Contea del Sacro Romano Impero                                       |                          |        | 1647: Divisa da Erbach                                                 | 1653: Annessa a Erbach-Erbach |
| Erbach-Erbach | 1532: Contea del Sacro Romano Impero                                       |                          |        | 1647: Divisa da Erbach 1818: Ereditata dalla Contea di Wartenberg-Roth | |
| Erbach-Fürstenau | 1532: Contea del Sacro Romano Impero                                       |                          |        | 1647: Divisa da Erbach                                                 | |
| Erbach-Schonberg | 1532: Contea del Sacro Romano Impero                                       |                          |        |                                                                        | 1903: Garantito il titolo di Principe |
| Erbach-Wildenstein | 1532: Contea del Sacro Romano Impero                                       |                          |        | 1647: Divisa da Erbach                                                 | 1669: Annessa a Erbach-Erbach |
| Ermland (Warmia) | 1251: Principato del Sacro Romano Impero (sovranità)                       |                          |        |                                                                        | 1243: a Hochstift 1454: alla Poland come parte della Prussia Reale 1466: Direttamente sotto la corona polacca 1772: Abolito all'annessione con la Prussia |
| Essen | Abbazia femminile                                                          | Provincia del Basso Reno | RP     | 1041                                                                   | 874/947: status imperiale 1228: Badessa denominata Principessa del Sacro Romano Impero 1793: Consiglio dei Principi 1802: Annessa alla Prussia 1806: Accetta il codominio di Prussia e Berg 1806 Annessa a Berg 1815: alla Prussia |
| Esslingen am Neckar | Città Imperiale                                                            | Provincia Sveva          | SW     | c1250                                                                  | 1803: Annessa al Württemberg |
| Esterau | Signoria                                                                   |                          |        |                                                                        | 1643: alla Contea di Holzapfel |
| Esterházy von Galántha | Principato                                                                 | Regione Bavarese         | PR     |                                                                        | 1804: Ottiene Edelstetten da Ligne (Collegio dei Principi) |